# Mistral One Design Class
De Mistral One Design Class (MOD) werd door de International Sailing Federation (ISAF), de internationale zeilbond, gekozen als windsurfinguitrusting (mannen en vrouwen) voor de Spelen van Atlanta (Savannah) 1996, Sydney 2000 en Athene 2004. Nooit eerder werd een zeilplank driemaal gekozen als olympische zeilplank.
De MOD werd voor het eerst geproduceerd in 1989. Wereldwijd zijn er sinds die tijd ruim 30.000 gebouwd. Geoefende surfers kunnen de plank mannen bij windsnelheden tot 35 knoop.
De Internationale klasseorganisatie IMCO heeft meer dan 50 nationale klasseorganisaties voortgebracht.

## Uitslagen Olympische Spelen

### Mannen
| Jaar | Locatie  | Goud | Goud                  | Zilver | Zilver                | Brons | Brons          |
| ---- | -------- | ---- | --------------------- | ------ | --------------------- | ----- | -------------- |
| 1996 | Savannah | GRE  | Nikolaos Kaklamanakis | ARG    | Carlos Espinola       | ISR   | Gal Fridman    |
| 2000 | Sydney   | AUT  | Christoph Sieber      | ARG    | Carlos Espinola       | NZL   | Aaron McIntosh |
| 2004 | Athene   | ISR  | Gal Fridman           | GRE    | Nikolaos Kaklamanakis | GBR   | Nick Dempsey   |

### Vrouwen
| Jaar | Locatie  | Goud | Goud               | Zilver | Zilver          | Brons | Brons              |
| ---- | -------- | ---- | ------------------ | ------ | --------------- | ----- | ------------------ |
| 1996 | Savannah | HKG  | Lee Lai Shan       | NZL    | Barbara Kendall | ITA   | Alessandra Sensini |
| 2000 | Sydney   | ITA  | Alessandra Sensini | GER    | Amelie Lux      | NZL   | Barbara Kendall    |
| 2004 | Athene   | FRA  | Faustine Merret    | CHN    | Yin Jian        | ITA   | Alessandra Sensini |